# سان كاسيانو
سان كاسيانو (بالإيطالية: San Cassiano)‏ هي بلدية في مقاطعة ليتشي في إقليم بوليا الإيطالي.

## السكان
في سنة 1861 بلغ عدد السكان 656 نسمة، وتطور العدد ليصل في سنة 2011 لـ 2٬105 نسمة.
يظهر هذا المخطط البياني تطور النمو السكاني لـ سان كاسيانو